# 下大脳静脈
下大脳静脈（かだいのうじょうみゃく）は頭頸部の静脈の一つ。大脳半球の下面からの血液を送る小さな血管。
前頭葉の眼窩側のものは上大脳静脈に合流し、上矢状静脈洞へと続く。
側頭葉のものは中大脳静脈や脳底静脈と吻合し、海綿静脈洞、蝶形骨頭頂静脈洞、上矢状静脈洞に合流する。